# 雷滕巴赫
雷滕巴赫是德国巴伐利亚州的一个市镇。总面积27.11平方公里，总人口1777人，其中男性904人，女性873人（2011年12月31日），人口密度66人/平方公里。